# Family Circle Cup 2008

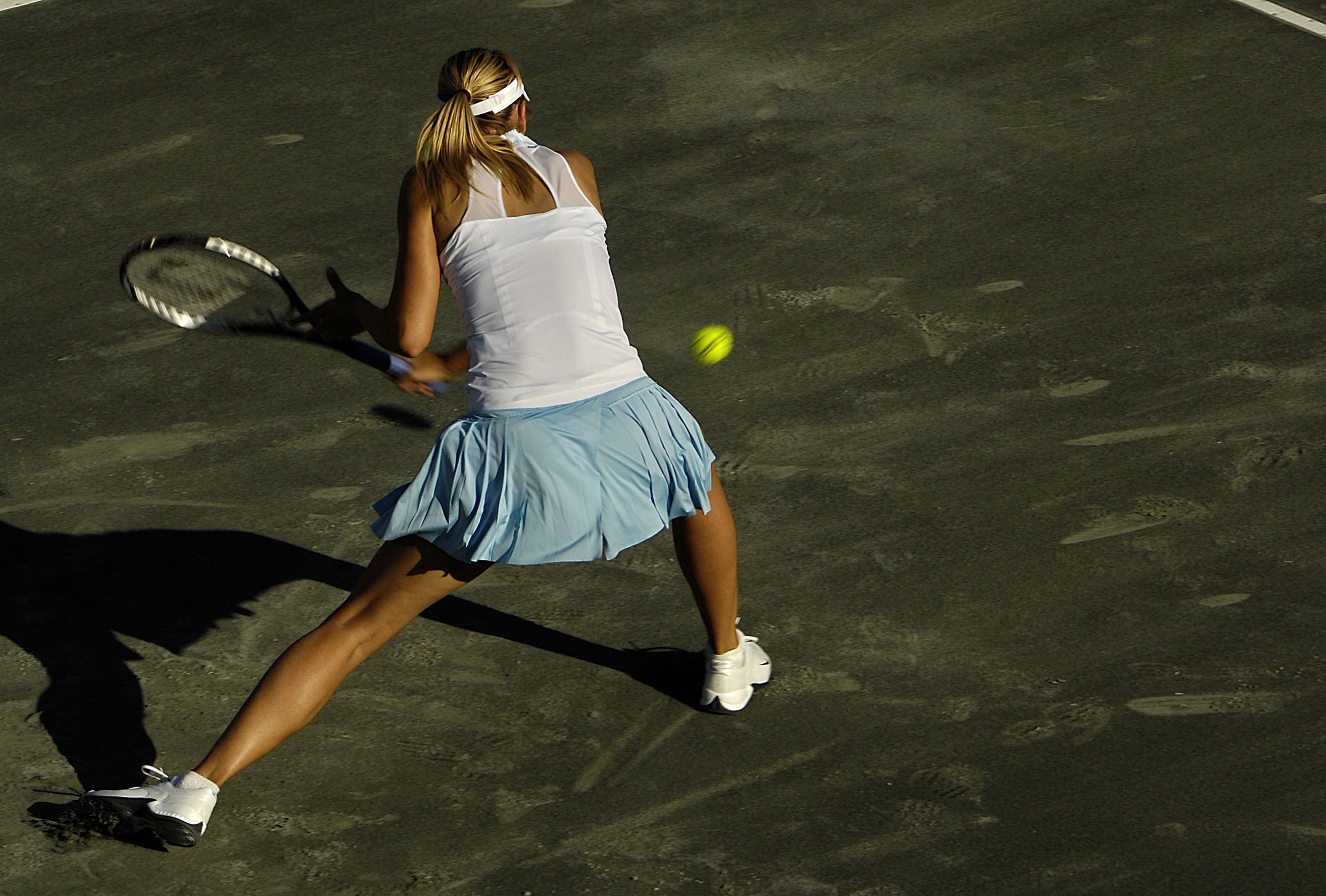
Марія Шарапова грає на зеленому ґрунті під час Family Circle Cup 2008

Volvo Car Open 2008 - жіночий тенісний турнір, що відбувся на зеленому ґрунтовому покритті Family Circle Tennis Center у Чарлстоні (США). Належав до турнірів 1-ї категорії в рамках Туру WTA 2008. Тривав з 14 до 20 квітня 2008 року. Сукупний призовий фонд турніру становив US$1,340,000.

## Фінальна частина

### Одиночний розряд
Серена Вільямс —  Віра Звонарьова, 6–4, 3–6, 6–3
- Для Вільямс це був 3-й титул за сезон і 31-й - за кар'єру.

### Парний розряд
Катарина Среботнік /  Ай Суґіяма —  Едіна Галловіц /  Ольга Говорцова, 6–2, 6–2